# Maria Urszinyi
Maria Urszinyi ist eine ehemalige deutsche Tischtennisspielerin. 1952 wurde sie Dritter im Doppel bei den Deutschen Meisterschaften.

## Werdegang
Maria Urszinyi spielte beim Verein Allianz Stuttgart. In den 1950er Jahren gewann sie bei Meisterschaften Baden-Württembergs insgesamt 7 Titel:
- 1950  Einzel
- 1951  Einzel, Doppel mit Wippler, Mixed mit Helmut Hasenwandel
- 1952  Einzel, Doppel mit Edith Schmidt
- 1953  Mixed mit Rudi Piffl

In der Württembergischen Rangliste wurde sie 1952 auf Platz 1 geführt. In diesem Jahr gelang ihr auch der größte Erfolg, indem sie bei der Deutschen Meisterschaft 1952 zusammen mit Edith Schmidt im Doppel das Halbfinale erreichte.